# Becca di Moncorvé
Becca di Moncorvé – szczyt w Alpach Graickich, części Alp Zachodnich. Leży w północnych Włoszech na granicy regionów Dolina Aosty i Piemont. Należy do Masywu Gran Paradiso. Szczyt można zdobyć ze schroniska Rifugio Vittorio Emanuele II (2732 m). Od północy szczyt otacza lodowiec Laveciau.
Pierwszego wejścia dokonał L. Vaccarone 12 sierpnia 1885 r.